# Lasianthus verticillatus
Lasianthus verticillatus là một loài thực vật có hoa trong họ Thiến thảo. Loài này được (Lour.) Merr. mô tả khoa học đầu tiên năm 1935.